# アリシン (アミノ酸)
アリシン(Allysine)または2-アミノアジピン酸-6-セミアルデヒド（2-aminoadipate-6-semialdehyde、AAS）は、リシンから誘導されたアミノ酸である。分子式はC6H11NO3、分子量は、145.156 g/mol、CAS登録番号は[1962-83-0]である。タンパク質を構成するアミノ酸には分類されないアミノ酸である。
アリシンはリシルオキシダーゼによって細胞外基質から合成され、エラスチンやコラーゲンの安定化のための交差結合に使われる。